# ContraPoints
Natalie Wynn, més coneguda com a ContraPoints   (Virgínia, 21 d'octubre de 1988), és una youtuber estatunidenca que publica videos de temes com la política, el gènere, la raça i la filosofia.
El seu canal és considerat una eina de disputa a l'argumentació política de la dreta i des de llavors ha influenciat en el subgènere d'assajos de videos de l'esquerra de YouTube. Els seus videos són coneguts pel seu ús de conjunts i disfresses intricadament dissenyats i pel seu humor irònic. La gran majoria dels seus vídeos estan subtitulats en catorze llengües a més d'anglès al seu canal.

## Primers anys de vida
Wynn va néixer el 21 d'octubre de 1988 a Arlington, Virginia i es va criar en el mateix estat. Els pares de Wynn són un professor de psicologia i una metgessa. Va estudiar a la Universitat de Georgetown a Washington DC i va estudiar filosofia, després es va inscriure a la Universitat Northwestern a Illinois per obtenir un doctorat en filosofia, on també va ser instructora. Wynn va deixar Northwestern i els seus estudis acadèmics, dient que s'havien tornat "avorrits fins al punt de la desesperació existencial", i es va mudar a Baltimore, Maryland.
Wynn ha escrit ficció, ha ensenyat a tocar el piano i ha treballat com a assistenta legal i redactora publicitària.

## Carrera de YouTube
Wynn va començar a publicar videos de YouTube l'any 2008, inicialment sobre la religió i l'ateisme. El 2016, va començar el canal ContraPoints en conseqüència a la controvèrsia del Gamergate i a la creixent presència de YouTubers de dretes, canviant el seu contingut per contrarestar els seus arguments. Els primers videos de ContraPoints també van cobrir temes com la raça, el racisme i la radicalització a internet. En els seus videos, Wynn utilitza la filosofia, la sociologia i l'experiència personal per explicar les idees d'esquerres i per criticar els punts argumentalss de debat de conservadors, liberals clàssics, extrema dreta i feixistes.
Els videos de Wynn sovint tenen un to combatiu però humorístic, que conté humor fosc i surrealista, sarcasme i temes sexuals. Wynn sovint il·lustra conceptes en interpretar diferents personatges que participen en el debat. Els videos han destacat per mostrar les decisions de producció de Wynn, com la complexa il·luminació, els vestits elaborats i l'estètica. En una entrevista el 2018 per The Verge, Katherine Cross nota una diferència significativa entre Wynn i la forma en què es presenta en YouTube, explicant que al canal de YouTube mostra una imatge de ser "alegre, distant, decadent i arrogant", mentre que Wynn personalment “pot ser una persona seriosa i a qui aquests diferents temes li importen molt, fins i tot massa"
El canal del video es finança a través de la plataforma de finançament col·lectiu Patreon, en què ContraPoints es troba entre els 20 principals creadors del lloc.

## Recepció del públic
Els videos de Wynn han estat elogiats per la seva claredat, els matisos i el sentit de l'humor que capta l'atenció. Jake Hall, escrivint per Vice, va anomenar a Wynn "una de les assagistes de video més incisiva i convincent de YouTube". [2] En un article que contrasta la seva sinceritat personal i el seu sentit de l'humor irònic, The Verge la descriu com l'"Oscar Wilde de YouTube". La revista del New York Times afirma: "ContraPoints és molt bona. Independentment de l'interès o la falta d'interès de l'espectador per les guerres de la cultura d'internet, els nazis de YouTube, o qualsevol dels altres temes de gran abast que els seus videos cobreixen, aquests són divertits, estranys, erudits i convincents". Nathan Robinson, de Current Affairs, considera a ContraPoints com el "blitzkrieg d'una dona contra la dreta de YouTube", i descriu els seus videos com "és diferent de tot el que he vist ... mostra com s'ha de fer el debat: no deixant procrear les idees verinoses. Sinó portant una intel·ligència superior, bromes més divertides i vestits més elegants a la lluita".
Els mitjans sovint descriuen el contingut del canal com especialment adequat per una audiència millenial, pel seu estil humorístic i la seva atenció directa a la cultura en línia. L'anàlisi de Wynn sobre l'ús dels memes i emojis per part dels feixistes a internet ha estat citat pel Southern Poverty Law Center en un article que explica l'ús del emoji OK per part de l'extrema dreta. La periodista Lliça Featherstone també recomana el canal, dient que Wynn fa un "treball fabulós" reconeixent els punts vàlids dels seus oponents mentre desacredita els arguments febles i revela la influència d'una agenda política d'extrema dreta de vegades no reconeguda.
Al novembre del 2018, després que un video de ContraPoints sobre els incels aconseguís més d'un milió de visites, The New Yorker va publicar un perfil del canal, descrivint a Wynn com "una de les poques celebritats d'Internet que és tan intel·ligent com ella creu que és, i una de les poques persones d'esquerres que poden tenir matisos sense ser avorrides". L'Atlántic va elogiar l'ús de Wynn "d'escenaris exuberants, il·luminació capritxosa i música original de la compositora Zoë Blade i va opinar de les seves videos que" l'atracció més espectacular […] és Wynn mateixa ". Polygon va nomenar al seu video en un dels deu millors assajos de video de l'any 2018. Al maig de 2019, va encapçalar la llista de Dazed 100, que classifica a les persones que "es van atrevir a donar-li un cop en el braç a la cultura".

## Vida personal
Wynn és una dona transgénere, un tema que apareix en gran quantitat als seus videos i va començar la transició de gènere el 2017. Wynn es va identificar prèviament com no-binària (queer). Des de l'any 2020 s'etiqueta com a lesbiana. Es considera feminista i s'ha arribat a considerar socialista. A partir de 2017, viu a Baltimore, Maryland.